# Balbinus
Balbinus (Decius Caelius Calvinus Balbinus), född cirka 178, död 29 juli 238 i Rom, var romersk kejsare från den 22 april 238 till sin död.
Balbinus utsågs till romersk kejsare tillsammans med Pupienus i april år 238 av den romerska senaten sedan denna försökt avsätta Maximinus Thrax. Maximinus var på väg mot Rom, men avrättades på vägen av sina egna soldater.
Under tiden pågick uppror i Rom. Soldater ur praetoriangardet letade upp de båda kejsarna och mördade dem besinningslöst. De fick vara kejsare i 99 dagar.

## Bilder
| - Sestertie med Balbinus porträtt. - Staty föreställande Balbinus. |